# 조제분유
조제분유(調製粉乳, 영어: infant formula 인펀트 포뮬러[*])는 아기가 먹는 모유 대용 음식이다. 분유에 비타민, 철분, 칼슘 등을 첨가해 모유에 가깝게 만든다. 생후 12개월 미만의 영유아에게 먹이기 위해 고안 및 판매되는 초가공 식품으로, 일반적으로 분말(물과 혼합) 또는 액체(물을 추가하거나 포함하지 않음)로 젖병 또는 컵으로 먹이도록 준비된다. 미국 연방식품의약화장품법(FFDCA)은 유아용 조제분유를 "인유와 유사하거나 식품으로서의 적합성을 이유로 유아용 식품으로만 특수 식이용으로 사용되는 것으로 주장되거나 표현되는 식품"으로 정의한다. 모유를 완전히 또는 부분적으로 대체한다.
제조업체에 따르면 유아용 조제분유의 구성은 대략 산후 1~3개월의 모유를 기본으로 하도록 설계되었다. 그러나 이들 제품의 영양분 함량에는 상당한 차이가 있다. 가장 일반적으로 사용되는 유아용 조제분유에는 단백질 공급원으로 정제된 우유 유청과 카제인, 지방 공급원으로 식물성 기름 혼합물[주 1], 탄수화물 공급원으로 유당, 비타민-미네랄 혼합물 및 기타 성분이 함유되어 있다. 현대 유아용 조제분유에는 또한 아기의 면역 발달과 건강한 장내 미생물에 유익한 모유 올리고당이 포함되어 있다. 또한, 우유 대신 대두를 단백질원으로 사용하는 유아용 조제분유(대부분 미국과 영국에서 발생)와 다른 단백질에 알레르기가 있는 유아용으로 단백질을 성분 아미노산으로 가수분해하여 사용하는 조제분유도 있다. 많은 국가에서 모유수유가 증가함에 따라 이유식(우유 포함)의 평균 도입 연령이 연기되었으며, 그 결과 3~12개월 사이에 모유수유가 증가하고 유아용 조제분유 사용이 증가했다.
특수 조제분유의 일부는 신생아 배앓이(영아산통) 증상 완화를 목적으로 개발되었으며, 유당 함량을 줄이거나 부분 가수분해 단백질을 사용하여 소화 부담을 낮추는 방식이 적용된다. 일부 제품에는 *Lactobacillus reuteri DSM 17938*과 같은 프로바이오틱스가 함유되어 있어 장내 미생물 환경을 개선하고 울음 시간 감소에 기여할 수 있다는 보고가 있다.  이러한 조제분유는 주로 의사의 권고에 따라 사용되며, 일반 조제분유와는 성분 구성과 기능 면에서 차이를 보인다. 배앓이 완화를 위한 조제분유 선택 기준에 대한 소비자용 정보는 일부 영양 가이드에서 소개되기도 한다.
2001년 세계보건기구(WHO) 보고서에 따르면 해당 Codex Alimentarius 표준에 따라 준비된 유아용 조제분유는 안전한 보완 식품이자 적합한 모유 대체식품이다. 2003년에 WHO와 유니세프는 영유아 급식을 위한 글로벌 전략을 발표했는데, 이 전략에는 "어린 어린이를 위한 가공식품은 판매 또는 기타 방식으로 유통될 때 Codex 국제식품규격위원회에서 권장하는 적용 가능한 기준을 충족해야 합니다"라고 다시 명시되어 있다. 그리고 또한 "모유 수유 부족, 특히 생애 전반기 동안 완전 모유 수유 부족은 영유아 질병률과 사망률의 중요한 위험 요소"라고 경고했다.
특히 경제적으로 덜 발전된 국가에서 유아용 조제분유를 사용하는 것은 깨끗한 물 부족, 위생 장비 부족 등 비위생적인 준비 환경이 만연해 있기 때문에 더 나쁜 건강 결과와 관련이 있다. 불결한 환경에서 생활하는 분유를 먹는 어린이는 모유를 먹는 어린이에 비해 설사로 사망할 확률이 6~25배 더 높고, 폐렴으로 사망할 확률은 4배 더 높다. 드물게, 분말 유아용 조제분유(PIF) 사용은 생산 과정에서 PIF에 유입될 수 있는 크로노박터 사카자키(Cronobacter sakazakii) 및 기타 미생물 감염으로 인해 심각한 질병 및 심지어 사망과 관련이 있었다. C. 사카자키는 모든 연령층에서 질병을 유발할 수 있지만 유아가 감염될 위험이 가장 큰 것으로 알려져 있다. 1958년부터 2006년 사이에 전 세계적으로 수십 건의 C. 사카자키 감염 사례가 보고되었다. WHO는 해당 감염이 과소보고되고 있다고 생각한다.

## 같이 보기
- 모유
- 분유
- 2008년 중국산 유제품 멜라민 오염사건
- 영유아식
- 젖병
- 모유 수유
- 유제품 알레르기